# Бьерке, Андре
Андре Бьерке (норв. André Bjerke; 1918—1985) — норвежский писатель и поэт. Писал поэмы (как для детей, так и для взрослых), романы (в том числе под псевдонимом Бернхард Борге), эссе и статьи.
Переводил работы Шекспира, Мольера, Гёте и Расина. Во время норвежского языкового конфликта был сторонником риксмола, а также антропософии (особенно в 1950-х годах). Марк Паус переложил несколько поэм Бьерке на музыку.

## Биография

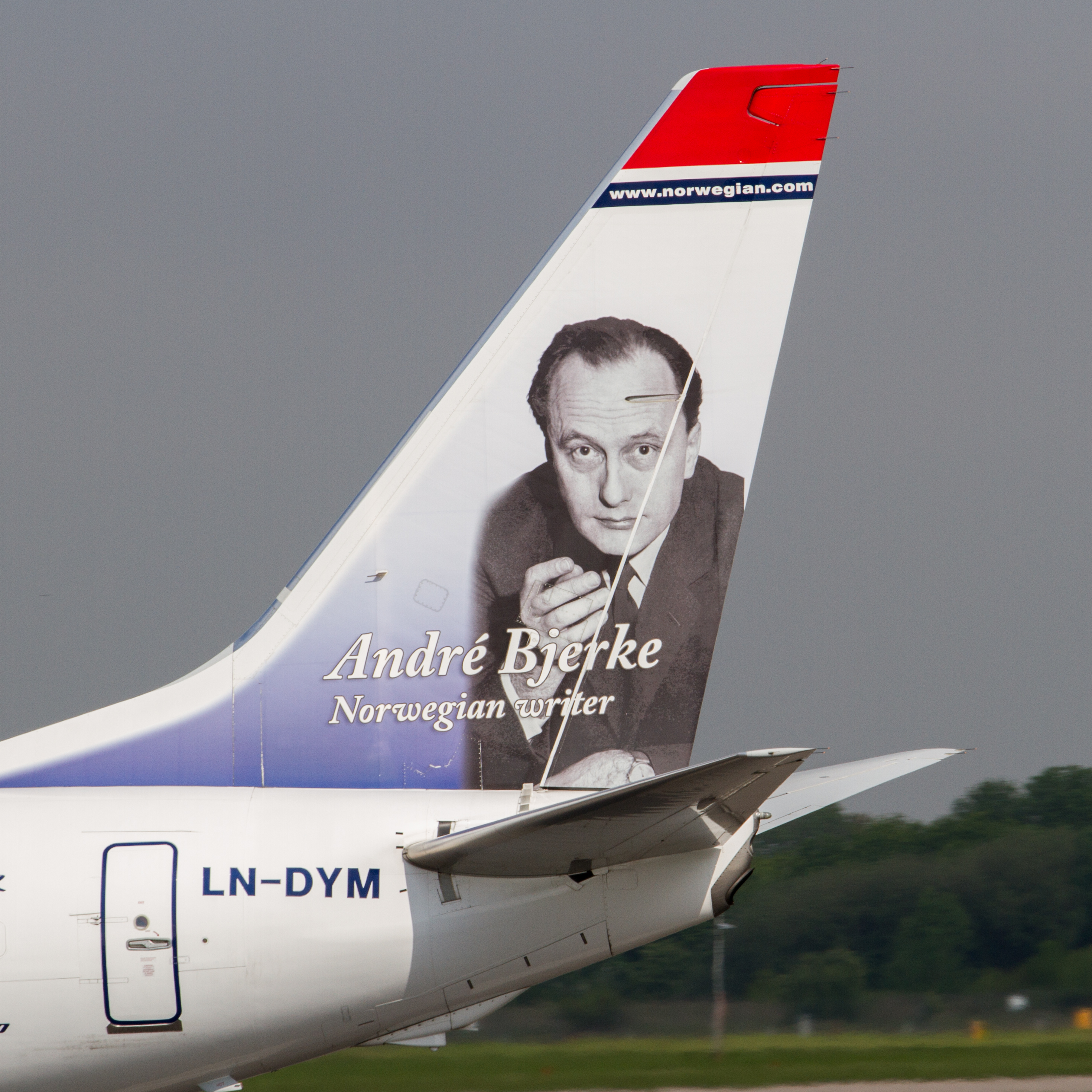
Норвежский самолёт LN-DYM «Andre Bjerke»

Родился в Христиании (ныне Осло). Творческий дебют состоялся в 1940 году с подборкой стихов Syngende Jord
. Играл в шахматы и написал несколько эссе об истории и культуре этой игры. Состоял в браке с актрисой, их дочь Вильде написала об отце книгу Du visste om et land (2002). После перенесенного в 1981 году удара до конца жизни был прикован к инвалидной коляске. В 1983 году стал рыцарем Ордена Святого Олафа.
Похоронен на Западном кладбище Осло.